# گابریلا سووبودوا
گابریلا سووبودوا (انگلیسی: Gabriela Svobodová؛ ۲۷ فوریهٔ ۱۹۵۳ – ) اسکی‌باز صحرانوردی اهل چکسلواکی بود. وی همچنین از برندگان مدال‌های بازی‌های المپیک زمستانی است.